# Miltochrista rubriguttata
Miltochrista rubriguttata är en fjärilsart som beskrevs av Walker 1862. Miltochrista rubriguttata ingår i släktet Miltochrista och familjen björnspinnare. Inga underarter finns listade i Catalogue of Life.